# Sri Lankas flagga

Sri Lankas örlogsflagga sedan 1972

Sri Lankas flagga består av ett yttre rött fält med ett lejon som håller i ett svärd och ett inre fält i orange och grönt, båda omgivna av en gul kantrand. Flaggan antogs av Sri Lanka officiellt den 17 december 1978 och har proportionerna 1:2.

## Symbolik
Lejonet är en traditionell symbol för det singalesiska folket. Namnet på det singalesiska språket sinhala är förbundet med ordet "lejon" på sanskrit, och ordet ligger även till grund för öns namn. Det svärd som lejonet håller i är en maktsymbol. De fyra löven runt lejonet kommer från bodhiträdet och är tillsammans med den gula färgen symboler för den dominerande religionen buddhism. Det gröna fältet symboliserar den muslimska minoriteten, och det orangea fältet symboliserar den hinduiska (tamilska) minoriteten. 

## Historik
Lejonet har varit en nationalsymbol sedan 500-talet f.Kr., då kung Vijaya lär ha fört en lejonflagga till ön. Lejonflaggor användes av det singalesiska kungahuset ändå fram till den brittiska kolonisationen 1815. När det dåvarande Ceylon blev självständigt 1948 infördes en flagga som byggde på det gamla kungadömets lejonflaggor. Efter protester från öns minoritetsgrupper infördes 1951 ett grönt fält för den muslimska minoriteten och ett orange fält för den hinduistiska folkgruppen tamiler. Sitt nuvarande utseende har flaggan haft sedan 1972.

### Tidigare flaggor

Kungadömet Kandys flagga fram till 1815.
Brittiska Ceylons flagga 1851-1948.
Ceylons flagga 1948-1951.
Ceylons flagga 1951-1972.

## Provinsernas flaggor
Var och en av Sri Lankas nio provinser har en egen flagga.

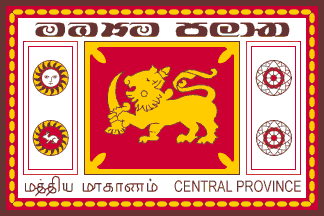
Centralprovinsen
Nordprovinsen
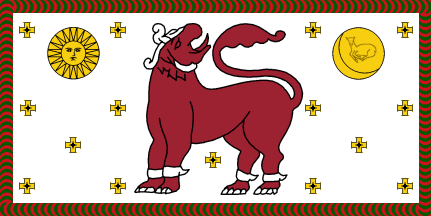
Nordvästprovinsen
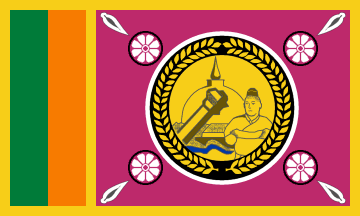
Norra centralprovinsen
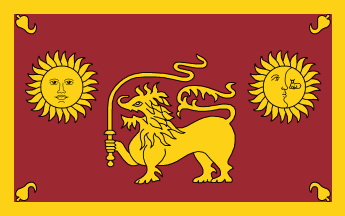
Sabaragamuwa
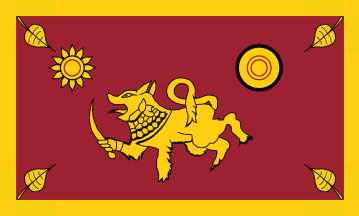
Southern Province
Uvaprovinsen
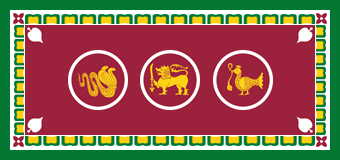
Västprovinsen
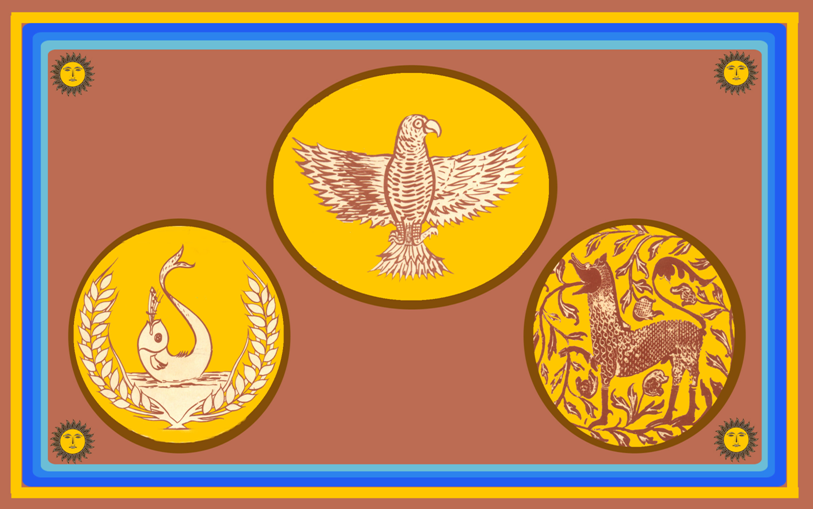
Östprovinsen